# Copersucar
Copersucar S/A é a maior empresa brasileira de açúcar e etanol e um dos maiores exportadores globais destes produtos. A companhia atingiu o número de 34 usinas operando nos estados de São Paulo, Paraná e Minas Gerais. Na safra de 2009/2010, a Copersucar foi responsável por 17% do mercado interno de açúcar e 15% do mercado de etanol da região centro-sul. A empresa também foi responsável por 15% do açúcar exportado pelo Brasil, equivalente a 7% do comércio mundial.
Em 2017, produziu 3,8 milhões de toneladas de açúcar e 4,8 bilhões de litros de etanol.

## História
A empresa foi criada em 1959 como uma cooperativa, por produtores de cana-de-açúcar, dando origem à Cooperativa de Produtores de Cana-de-Açúcar, Açúcar e Álcool do Estado de São Paulo. Mais tarde, em 2008, todos os membros da cooperativa se tornaram acionistas da Produpar, a holding que controla a Copersucar S.A. (sociedade anônima de capital fechado).
Em 1973, a empresa adquiriu a Companhia União dos Refinadores - Açúcar e Café, donos da marca Açúcar União, então líder no mercado brasileiro. Um ano depois, a companhia inicia a parceria com a Escuderia Fittipaldi para o desenvolvimento do primeiro carro de Fórmula 1 brasileiro. O patrocínio durou até 1979.
Durante os anos 90, com a abertura do mercado, a empresa intensificou o processo de internacionalização e inaugurou em 1998, o Terminal Açúcareiro Copersucar, no Porto de Santos, um dos mais modernos do mundo na época.
Em 2005, a Copersucar vendeu a todas as suas marcas de varejo, inclusive a Açúcar União, para o Grupo NovAmérica.

## Incêndio no TAC
Na manhã do dia 18 de outubro de 2013, um incêndio atingiu os seis armazéns arrendados pela empresa no Porto de Santos, litoral de São Paulo. Apesar de os galpões não estarem completamente cheios de acordo com a empresa, especialistas estimam que o prejuízo tenha chegado à casa dos R$ 130 milhões.